# 寄居駅

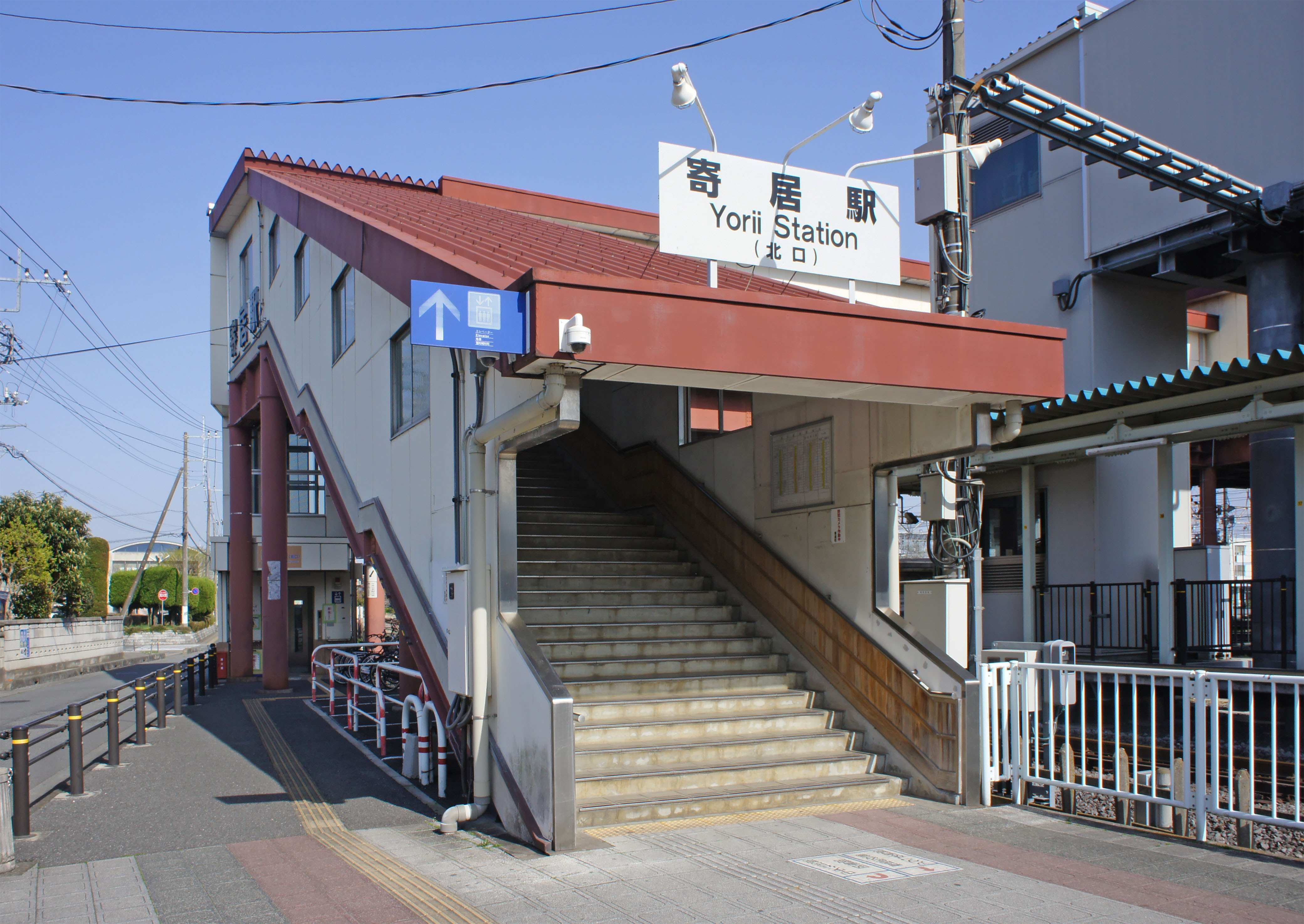
北口（2022年4月）

寄居駅（よりいえき）は、埼玉県大里郡寄居町大字寄居にある、秩父鉄道・東武鉄道・東日本旅客鉄道（JR東日本）の駅である。郡部にある駅では唯一3つの鉄道事業者の路線が乗り入れる。
秩父鉄道の秩父本線（秩父線）、東武鉄道の東上本線（東上線）、JR東日本の八高線の3路線の接続駅となっており、東上線に関しては当駅が終点となっている。東武鉄道の駅にはTJ 39、秩父鉄道の駅にはCR20の駅番号がそれぞれ設定されている。秩父鉄道の管轄駅で3社線で改札を共用する共同使用駅となっている。「休日おでかけパス」のフリーエリアの八高線内における北限駅である。

## 歴史

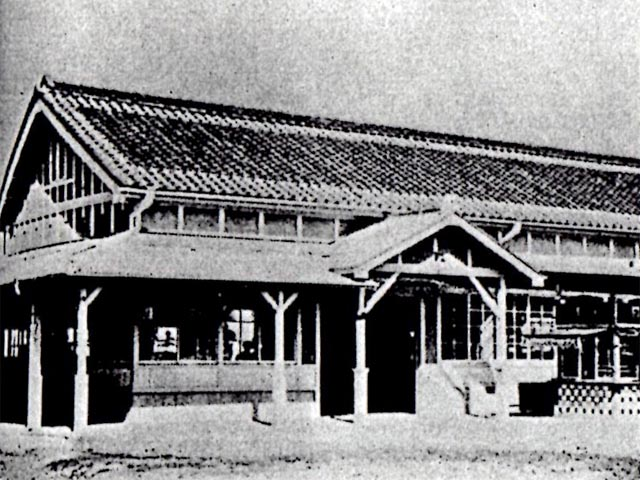
初代寄居駅駅舎（1901年）

### 年表
- 1901年（明治34年）10月7日：上武鉄道（現・秩父鉄道）の駅が開設[1]。
- 1925年（大正14年）7月10日：東武東上本線の駅が開設[2]。
- 1933年（昭和8年）1月25日：鉄道省八高北線（現・八高線）当駅 - 児玉駅間開通[3][4]
- 1934年（昭和9年）10月6日：八高線小川町駅 - 当駅間延伸、全通[5]。
- 1974年（昭和49年）4月5日：国鉄駅での貨物取扱廃止[4]。
- 1984年（昭和59年）2月1日：荷物扱い廃止[4]。
- 1987年（昭和62年）4月1日：国鉄分割民営化に伴い、八高線の駅はJR東日本へ移管[4]。
- 2002年（平成14年）2月8日：JR東日本でICカード「Suica」が利用可能となる[6][7]。
- 2007年（平成17年）3月18日：東武鉄道でICカード「PASMO」が利用可能となる。
- 2020年（令和2年）10月31日：東上本線みなみ寄居駅新設に合わせ、東武鉄道の駅番号をTJ 38からTJ 39へ変更[8]。
- 2022年（令和4年）
  - 3月12日：秩父鉄道でICカード「PASMO」が利用可能となる[9]。
  - 7月4日：南口駅前広場ロータリー完成。
- 2023年（令和5年）4月29日：南口駅前拠点施設「Yotteco」開設。

### 付記
1992年（平成4年）春までは、東上本線から秩父線への直通特急が当駅を介して直通運転を実施していた。廃止後にそれまで野上駅まで運行されていた西武鉄道池袋線、西武秩父線からの直通列車が当駅まで延長されるものの、2007年（平成19年）3月6日より長瀞駅までに短縮されている。

## 駅構造
島式ホーム3面6線を有する地上駅。3社がホーム各1面ずつ使用する。橋上駅舎を備える。
秩父鉄道の直営駅で、東武鉄道とJR東日本は出改札業務を秩父鉄道へ委託している。管理駅として、小前田駅 - 和銅黒谷駅（長瀞駅除く）間各駅を管理している。
JR駅設備については、以前は高崎支社群馬藤岡駅、現在は高崎統括センター（高崎駅）が管理している。東上線1・2番線ホーム、秩父線3・4番線ホーム、八高線5・6番線ホームのいずれにも待合室・清涼飲料水自動販売機が設置されている。
構造上、改札内で各社間相互に乗換可能であるが、2022年（令和4年）3月12日以降、改札口には窓口のみで自動改札機等は設置されておらず、交通系ICカードや磁気式乗車券類の通常処理は出来ない。IC利用時は乗下車・乗換問わず、各社毎に連絡通路（秩父線はホーム）に設置されている入場（乗車）用と出場（下車）用IC専用簡易改札機で処理を行う。特に乗換時は、各社毎に入・出場処理、精算を一度当駅で完結させる（乗換元路線出場用と乗換先路線入場用両方へタッチする）必要がある。よって、事実上、IC利用時は路線（会社）別改札となっている。
改札の仕組みの変更経緯は、八高線でのSuica導入以来、改札口にはJR東日本の簡易Suica改札機が設置されていた。
2007年（平成19年）3月18日より東上本線でのPASMO導入に伴い、東上本線連絡通路と秩父線階段付近に乗換用簡易PASMO改札機が新設された。運賃計算の都合上、当駅よりICカードで東上本線へ乗車する利用客は、改札口・東上本線連絡通路上それぞれにある簡易改札機の計2回タッチを必要としていた。
東上本線用自動改札機が1基のみ設置されていた時期もあったが、他社乗車券類を間違えて投入するなどのトラブルが相次いだため、2008年（平成20年）6月ダイヤ改正限りで撤去された。これに伴い、東上本線（越生線除く）では唯一の自動改札機非設置駅となった。
2022年（令和4年）3月12日より秩父線でもPASMOを導入したことに伴い、秩父線階段乗換専用簡易改札機を撤去の上、秩父線ホーム上に入出場用簡易改札機が新設された。券売機付近共通改札機も廃止され、八高線専用として八高線連絡通路上に移設された。
自動券売機は各社1基ずつ設置されているが、ICカードへの対応はJR券売機でのみ可能である。当駅での東武券売機は「TJライナー」座席指定券、東武本線系統特急券、各種企画乗車券購入には対応していない。また、秩父線定期券やフリーきっぷ等を発売する有人窓口が設置されており、JR定期券は寄居発となるものに限り発売可能。
3社線共に発着列車本数は少ないが、特に接続は考慮されていない。
エレベーター・トイレは南口・北口・秩父線ホーム・東上本線ホーム・八高線ホームに設置されている。
各社の線路は基本的に独立しているが接続はしている。東上本線 - 秩父線間は前述の通りかつて旅客列車の直通があり、現在も東上本線車両整備の際に東武本線の南栗橋車両管区へ受け渡す経路として秩父線を使用しているために使用される。秩父線 - 八高線間接続線はしばらくの間利用されていなかったが、秩父線とJR線の別連絡ルートであった秩父鉄道三ヶ尻線のうち、三ヶ尻駅 - 熊谷貨物ターミナル駅間が2020年（令和2年）末に廃止されたことに伴い、秩父線のSL整備委託先のJR東日本ぐんま車両センターおよび大宮総合車両センターへの受渡し場所が当駅へ変更されたため、当駅接続線を使用している（年1往復のみ）。また当駅では、ぐんま車両センターの客車を秩父線へ貸出す際の受渡しも行われている。

### のりば
| 番線 | 路線    | 方向 | 行先               | 備考                  |
| ---- | ------- | ---- | ------------------ | --------------------- |
| 1・2 | 東上線  | 上り | 小川町方面         |                       |
| 3・4 | ■秩父線 | 上り | 羽生方面           | 原則として4番線を使用 |
| 3・4 | ■秩父線 | 下り | 三峰口方面         | 原則として3番線を使用 |
| 5    | ■八高線 | 上り | 高麗川・八王子方面 |                       |
| 6    | ■八高線 | 下り | 児玉・高崎方面     |                       |

（出典：JR東日本:駅構内図）

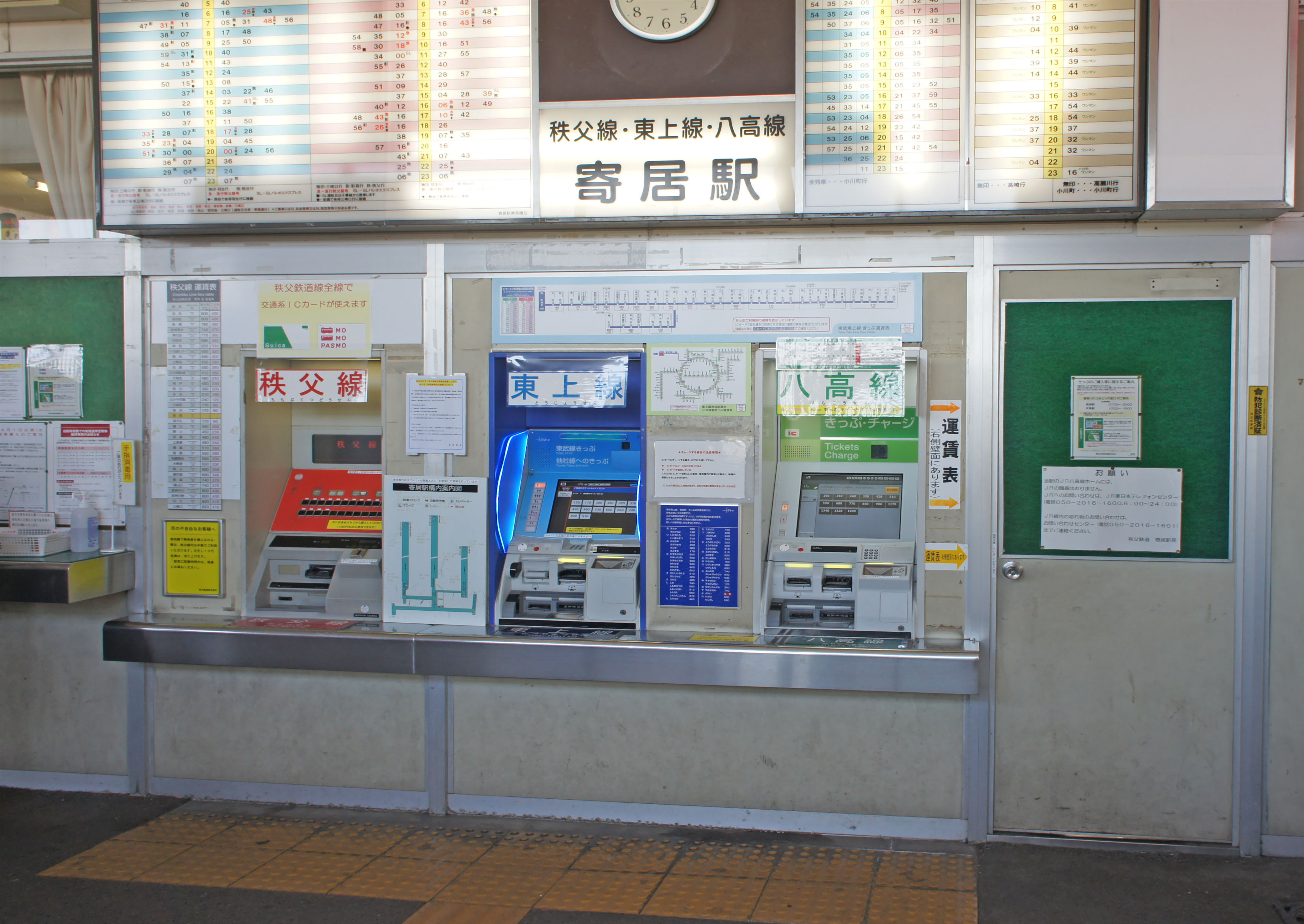
各社線の券売機が並ぶ切符売場（2022年4月）
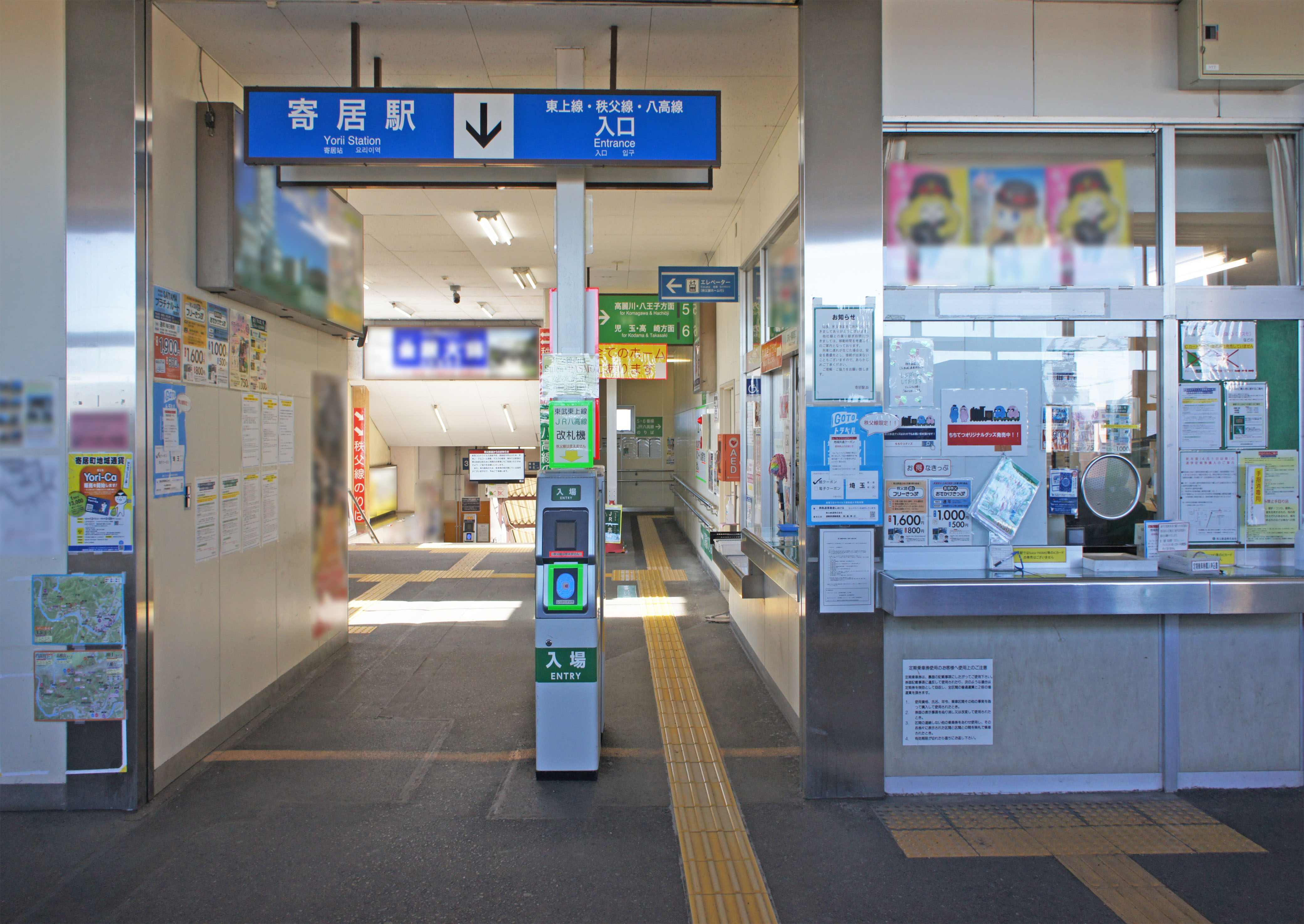
簡易改札機撤去前の改札口（2022年1月）
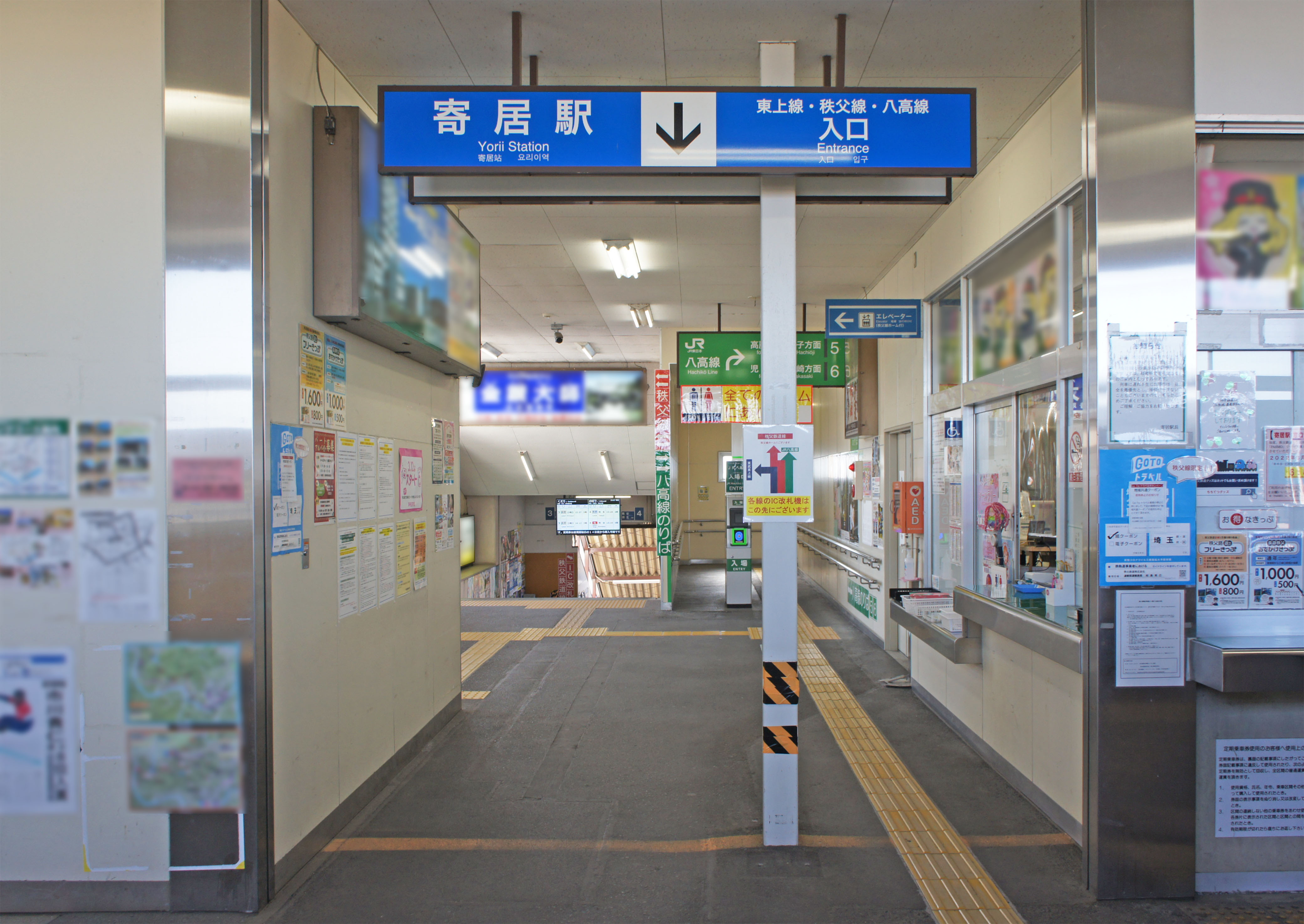
簡易改札機撤去後の改札口（2022年4月）
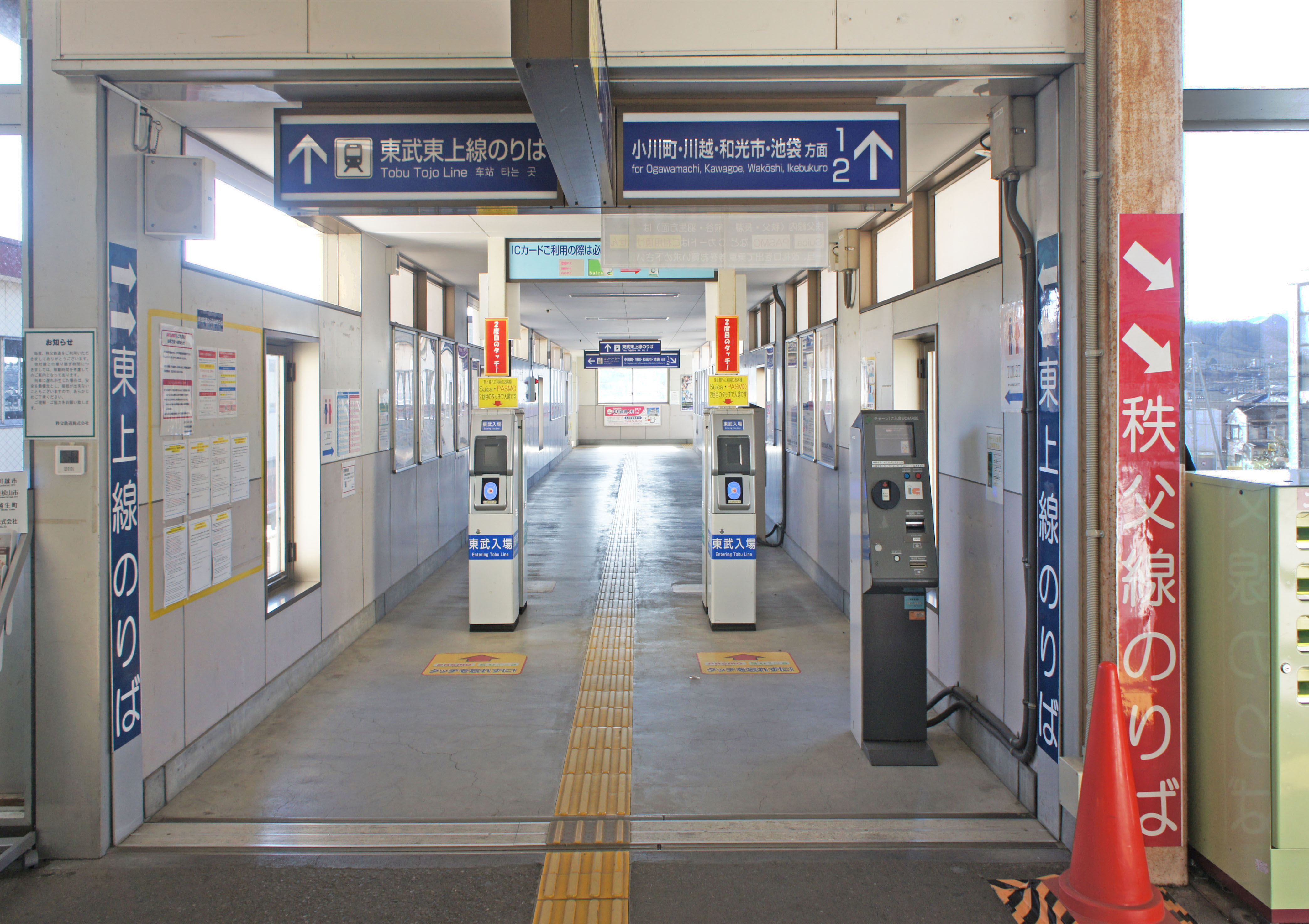
東上線の連絡通路にある簡易改札機（2022年1月）
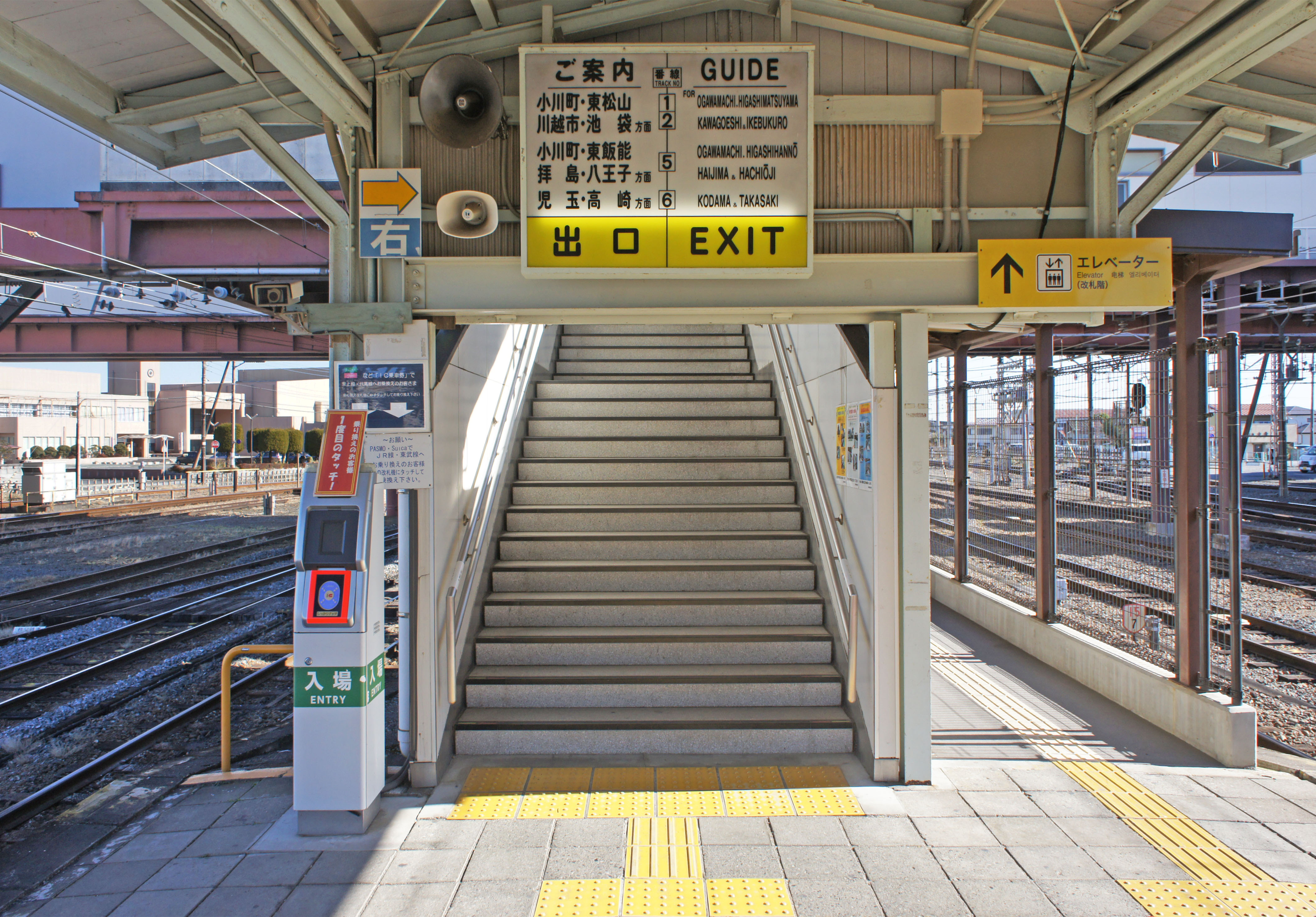
秩父鉄道線ホームに設置されていた入場用簡易改札機（2022年1月）
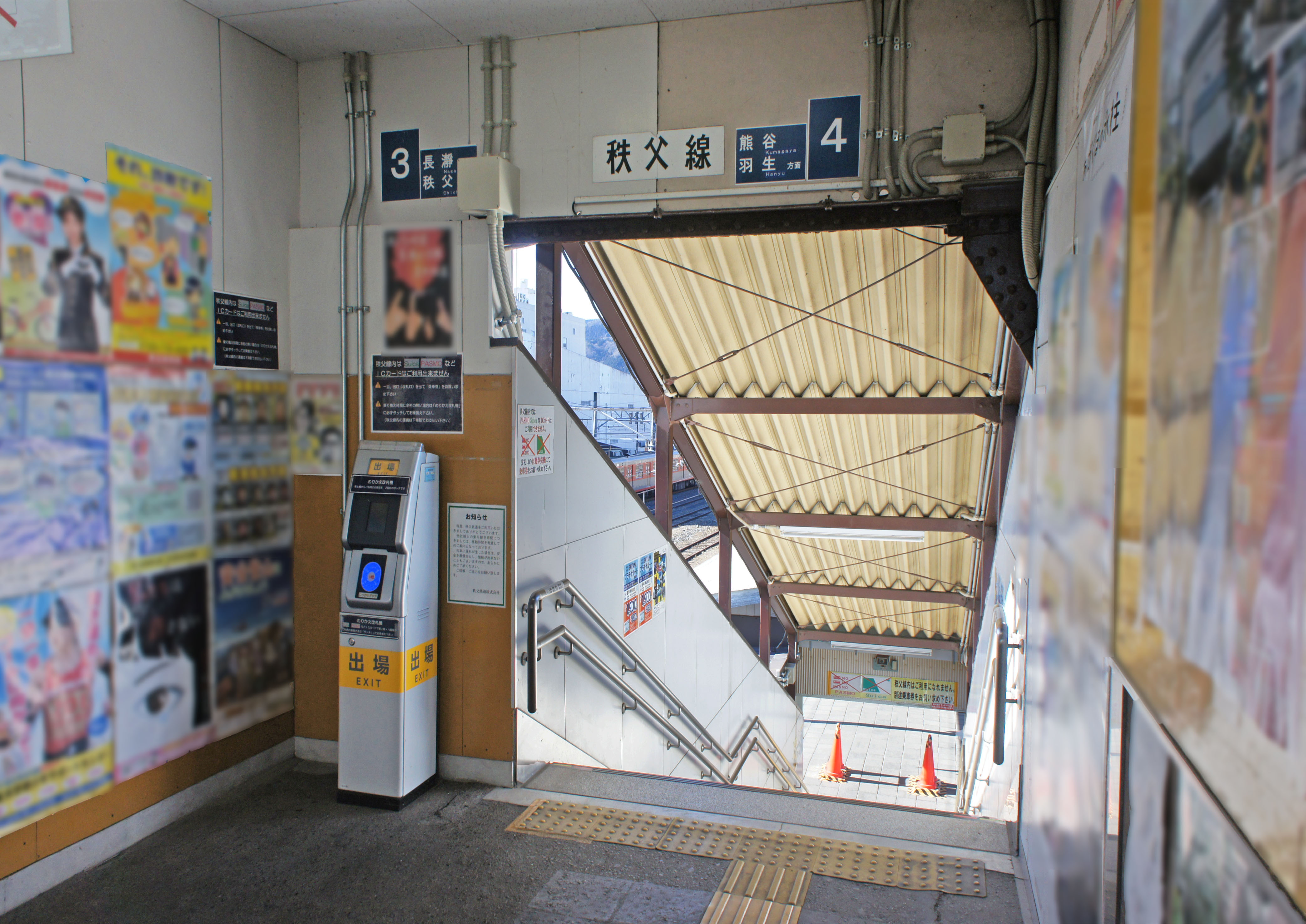
秩父鉄道線の連絡通路に設置されていた出場用簡易改札機（2022年1月）
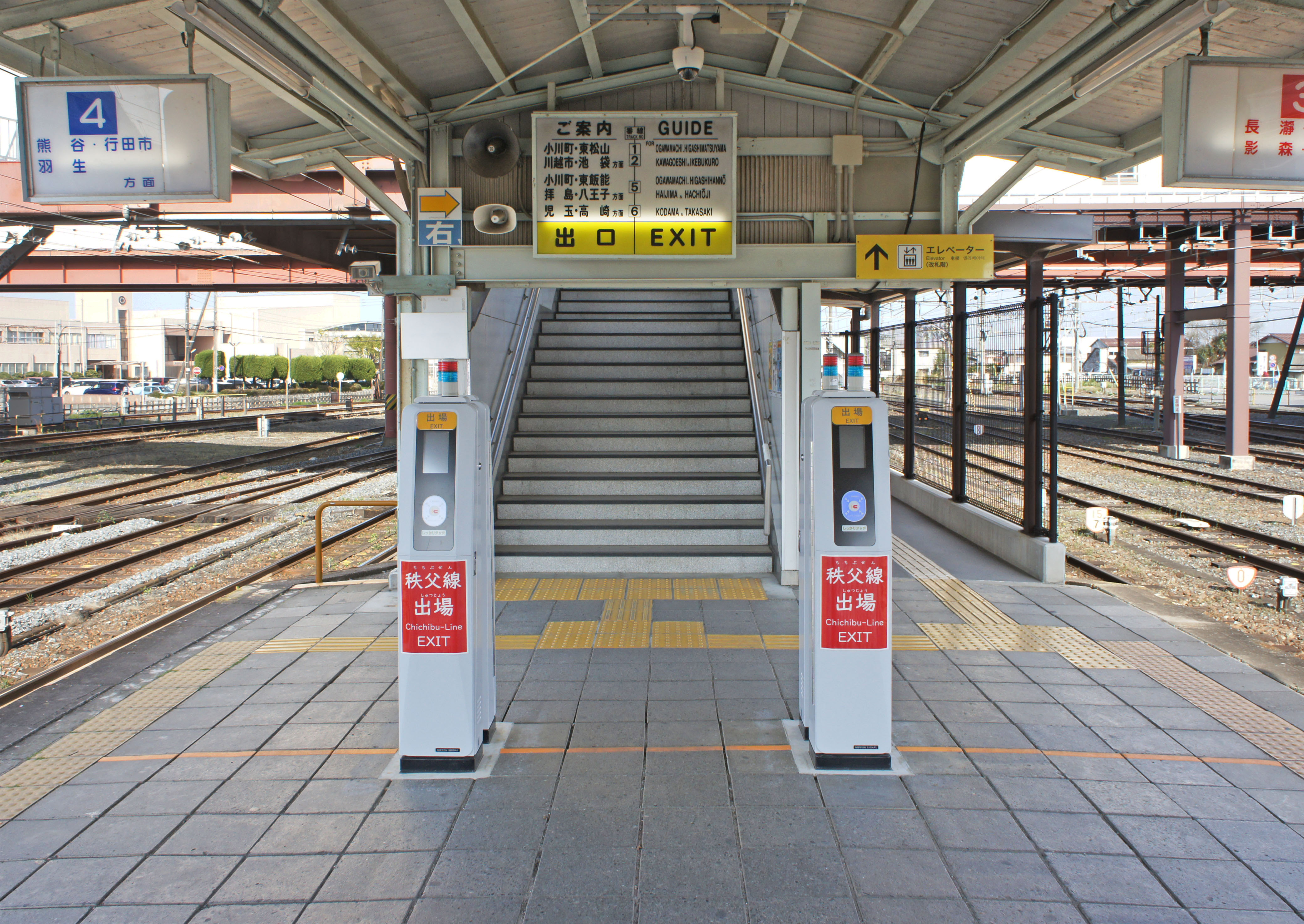
秩父鉄道線簡易改札機（2022年4月）
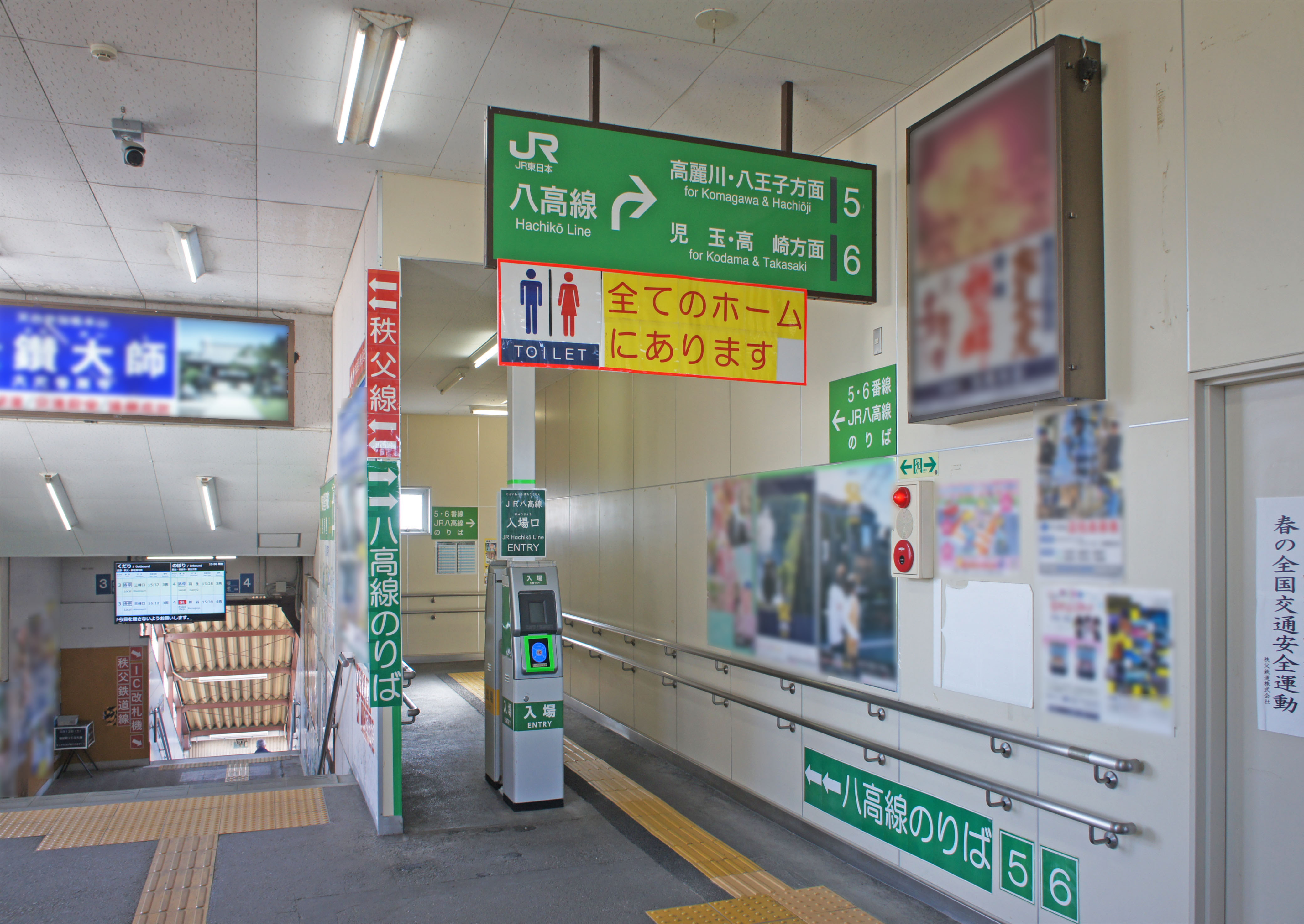
八高線簡易改札機（2022年4月）
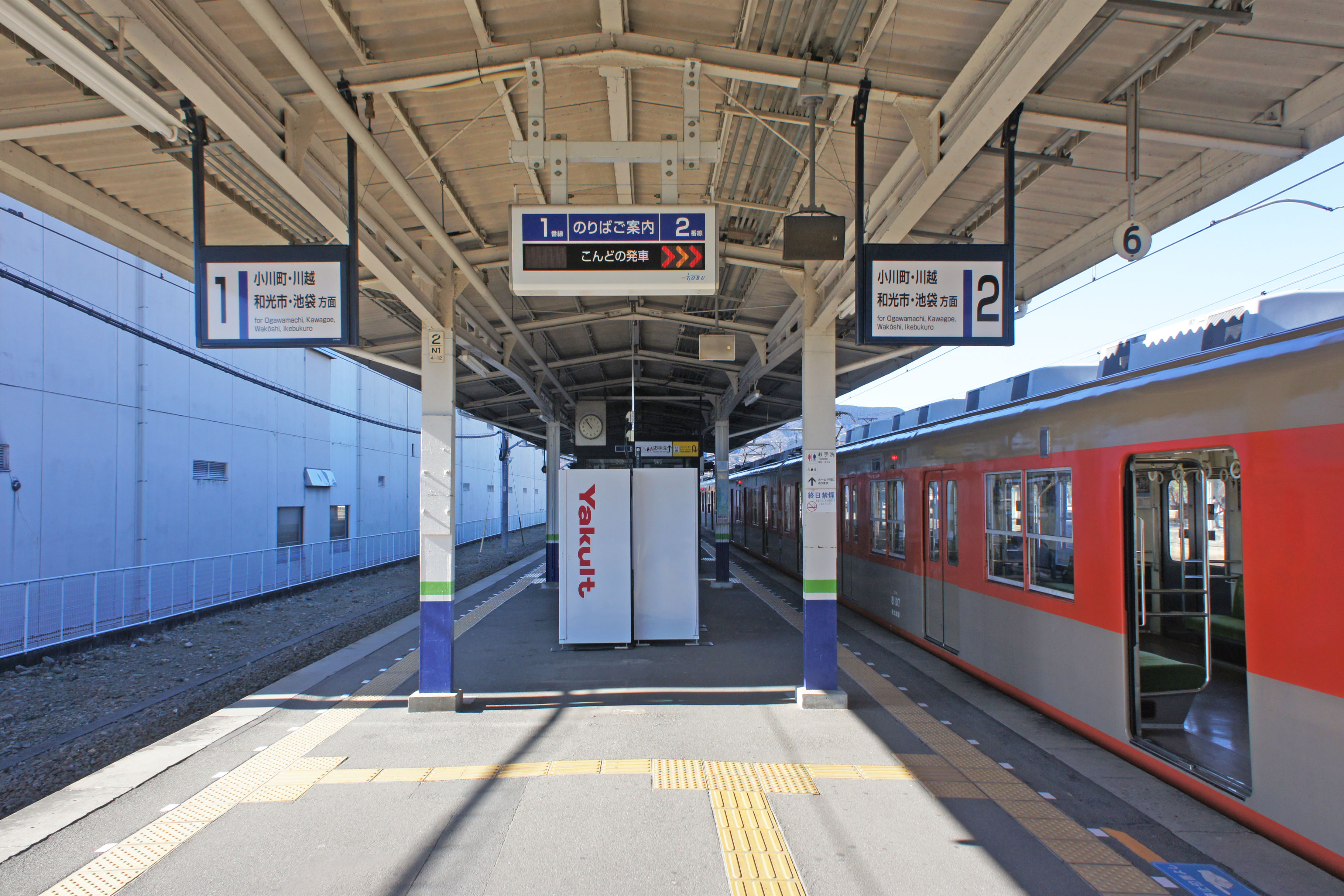
東上線ホーム（2022年1月）
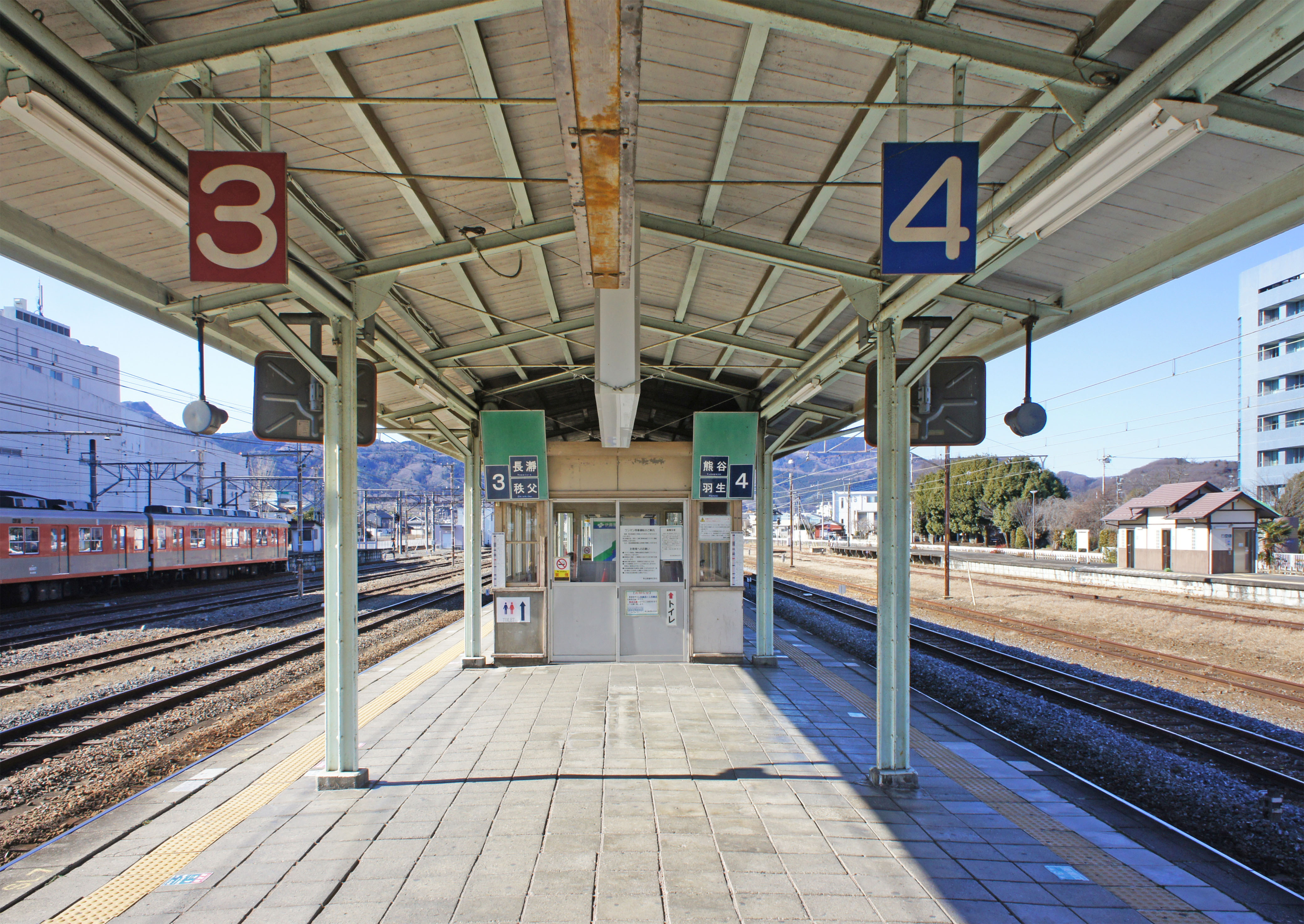
秩父鉄道線ホーム（2022年1月）
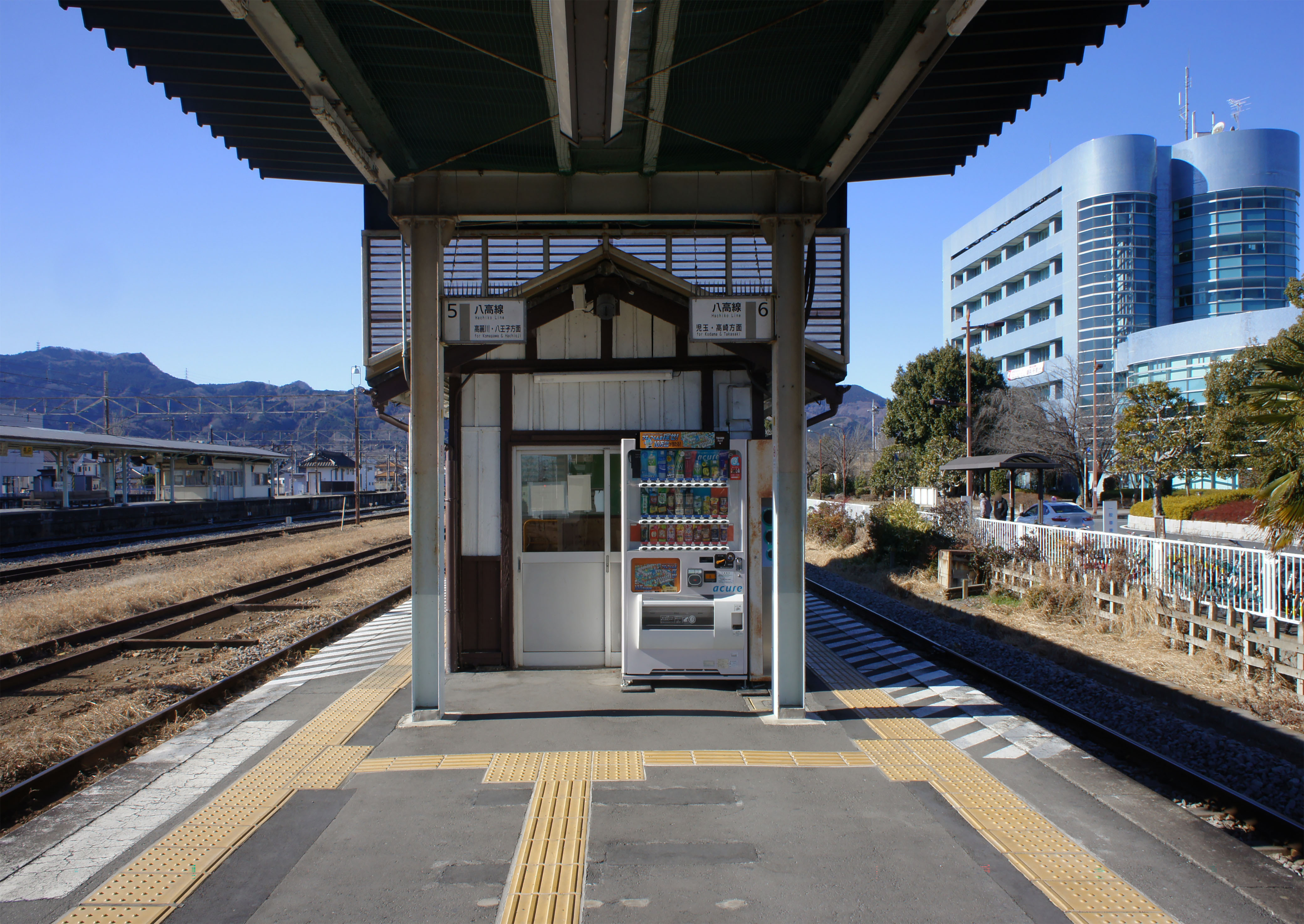
八高線ホーム（2022年1月）

## 利用状況

### 秩父鉄道・JR東日本
- 秩父鉄道：2023年度の1日平均乗車人員は1,283人である[秩父 1]。
- JR東日本：2023年度の1日平均乗車人員は351人である[JR 1]。

1999年度（平成11年度）以降の1日平均乗車人員の推移は以下の通り。
| 1日平均乗車人員推移 | 1日平均乗車人員推移 | 1日平均乗車人員推移 |
| 年度                | 秩父鉄道            | JR東日本            |
| ------------------- | ------------------- | ------------------- |
| 1999年（平成11年）  | 1,732               |                     |
| 2000年（平成12年）  | 1,686               | 460                 |
| 2001年（平成13年）  | 1,666               | 448                 |
| 2002年（平成14年）  | 1,630               | 448                 |
| 2003年（平成15年）  | 1,577               | 461                 |
| 2004年（平成16年）  | 1,583               | 475                 |
| 2005年（平成17年）  | 1,563               | 473                 |
| 2006年（平成18年）  | 1,565               | 479                 |
| 2007年（平成19年）  | 1,585               | 482                 |
| 2008年（平成20年）  | 1,590               | 494                 |
| 2009年（平成21年）  | 1,532               | 470                 |
| 2010年（平成22年）  | 1,443               | 423                 |
| 2011年（平成23年）  | 1,376               | 376                 |
| 2012年（平成24年）  | 1,401               | 399                 |
| 2013年（平成25年）  | 1,419               | 417                 |
| 2014年（平成26年）  | 1,437               | 413                 |
| 2015年（平成27年）  | 1,424               | 435                 |
| 2016年（平成28年）  | 1,408               | 421                 |
| 2017年（平成29年）  | 1,380               | 401                 |
| 2018年（平成30年）  | 1,383               | 402                 |
| 2019年（令和元年）  | 1,318               | 385                 |
| 2020年（令和02年）  | 897                 | 258                 |
| 2021年（令和03年）  | 1,116               | 316                 |
| 2022年（令和04年）  | 1,255               | 357                 |
| 2023年（令和05年）  | 1,283               | 351                 |

### 東武鉄道
- 東武鉄道：2024年度の1日平均乗降人員は3,407人である[東武 1]。

2003年度（平成15年度）以降の1日平均乗降人員の推移は以下の通り。
| 乗降人員推移       | 乗降人員推移     |
| 年度               | 1日平均 乗降人員 |
| ------------------ | ---------------- |
| 2003年（平成15年） | 4,923            |
| 2004年（平成16年） | 4,946            |
| 2005年（平成17年） | 4,856            |
| 2006年（平成18年） | 4,638            |
| 2007年（平成19年） | 4,507            |
| 2008年（平成20年） | 4,520            |
| 2009年（平成21年） | 4,337            |
| 2010年（平成22年） | 4,347            |
| 2011年（平成23年） | 4,108            |
| 2012年（平成24年） | 4,230            |
| 2013年（平成25年） | 4,300            |
| 2014年（平成26年） | 4,179            |
| 2015年（平成27年） | 4,043            |
| 2016年（平成28年） | 3,884            |
| 2017年（平成29年） | 3,885            |
| 2018年（平成30年） | 3,886            |
| 2019年（令和元年） | 3,821            |
| 2020年（令和02年） | 2,398            |
| 2021年（令和03年） | 2,928            |
| 2022年（令和04年） | 3,323            |
| 2023年（令和05年） | 3,397            |
| 2024年（令和06年） | 3,407            |

## 駅周辺

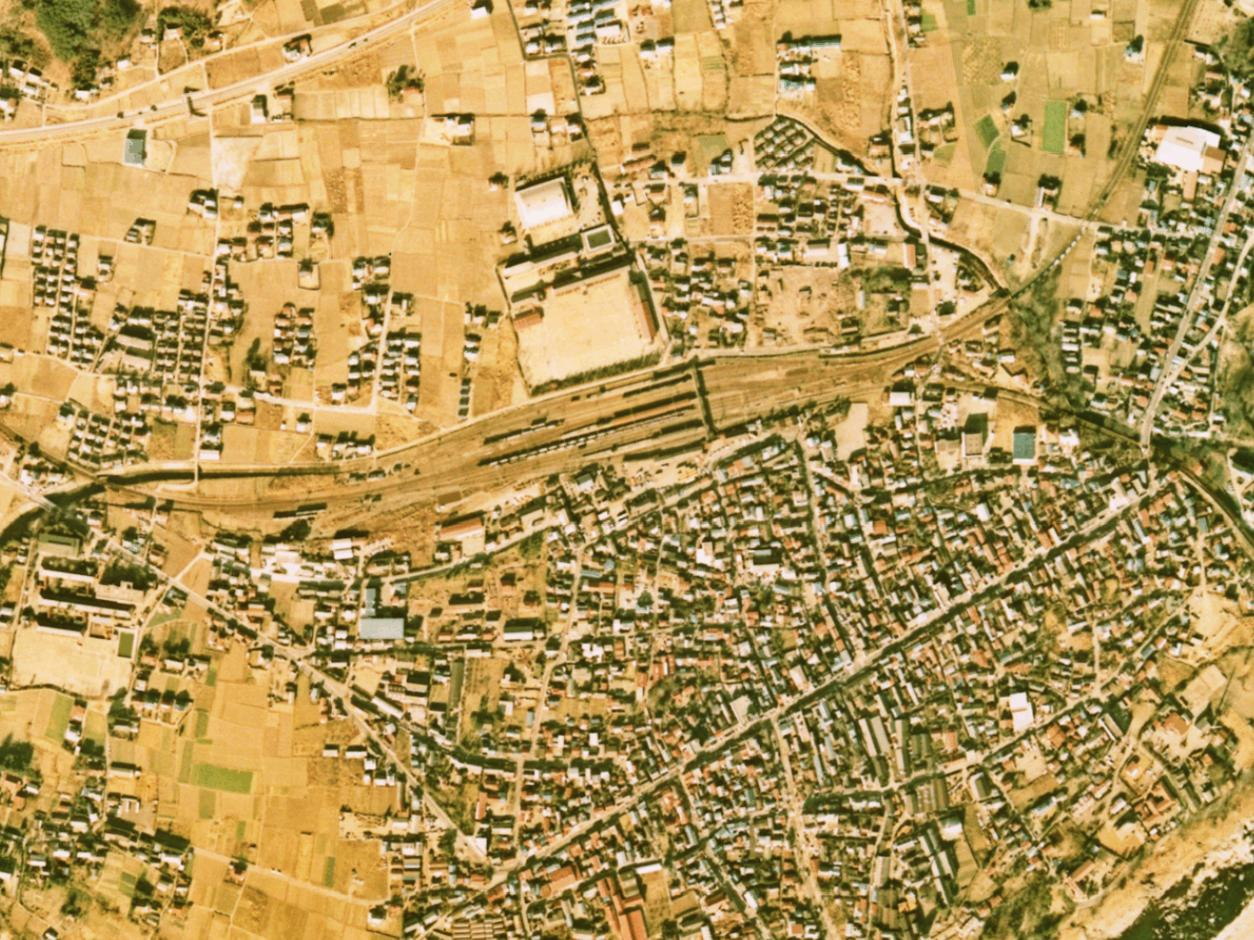
寄居駅付近空中写真（1974年撮影 国土画像情報オルソ化空中写真［国土交通省］より）

橋上駅舎化前から駅舎があった南口（荒川）側は埼玉県道296号菅谷寄居線（秩父往還）沿いに宿場町としての歴史を持つ商店街が発達している。南口からは「和紙の里」（東秩父村役場方面）行イーグルバスが発着している。武蔵観光が運行する「深谷駅」行と「本庄駅南口」行のバスは、南口からやや離れた商店街（埼玉県道296号菅谷寄居線上）に寄居駅入口バス停で連絡する。また、駅南口にはライフ寄居店があったが、2013年（平成25年）8月限りで閉店した。
北口は橋上駅舎使用開始時に新設された出口で、周辺は元々住宅地であったが、旧寄居中学校跡地に寄居町役場が移転し、行政機能が集積するようになった。静かな町並みで国道140号沿いにコンビニエンスストアや小売チェーン店等が立地する。また、本庄・深谷方面各私立高校や私立大学スクールバスは北口側より発着する。

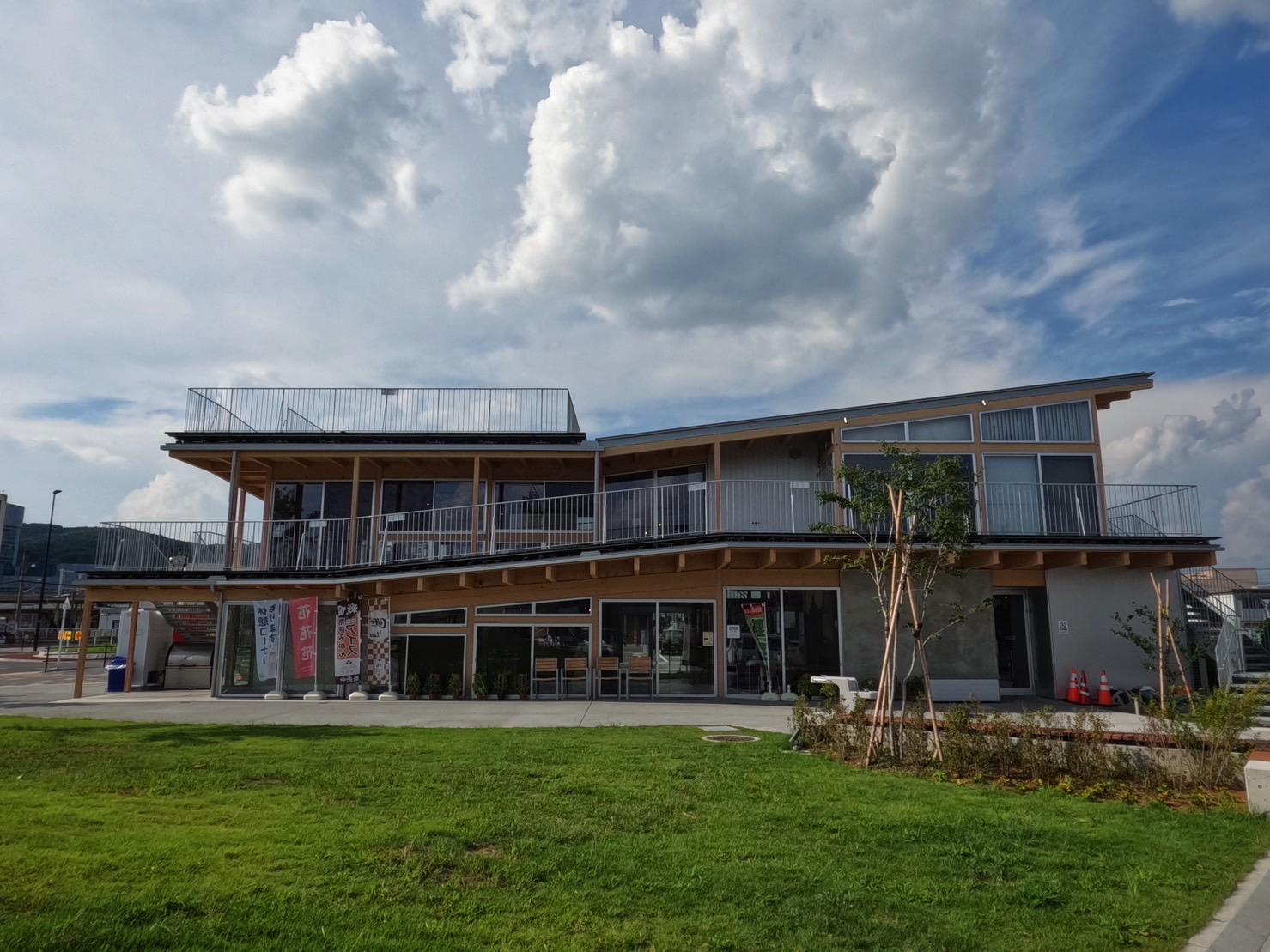
南口駅前に位置する寄居駅南口駅前拠点施設「Yotteco」

### 南口
- 寄居駅南口駅前拠点施設「Yotteco」
- 賑わい創出交流広場「YORIBA」
- 寄居郵便局
- 埼玉りそな銀行 寄居支店
- フォルテ寄居
- 寄居町立寄居小学校
- 花園消防署 寄居分署
- 玉淀（玉淀河原）
- 鉢形城公園・鉢形城歴史館

### 北口
- 寄居町役場
- 寄居町中央公民館
- 寄居町立図書館
- 寄居町立総合体育館・アタゴ記念館
- 寄居警察署
- 寄居桜沢郵便局
- 国道140号

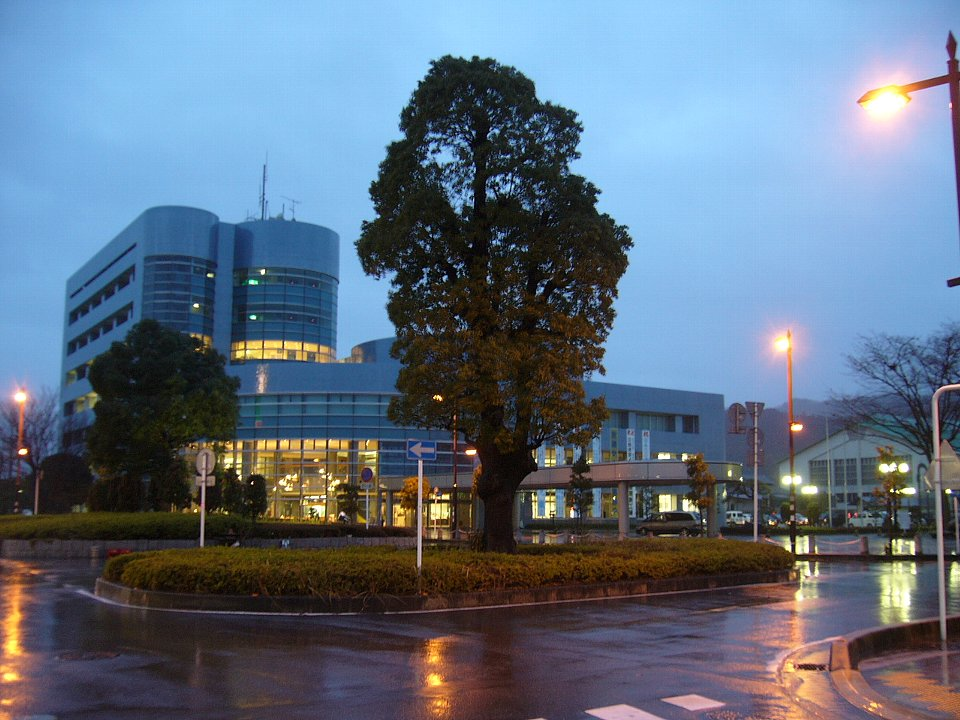
北口から望む。正面は寄居町役場（2006年12月）。

- GREENBOOK / TSUTAYA 寄居店
- ヤオコー・ファッション市場サンキ 寄居店
- マツモトキヨシ 寄居店
- GEO 寄居店

## バス路線

### 南口
寄居駅
- イーグルバス
  - W03：和紙の里行

寄居駅入口
- 武蔵観光バス
  - 県北都市間路線代替バス：寄居車庫行 / 本庄駅南口行・深谷駅行ラウンドアバウト形式で再整備された南口ロータリー（2023年8月）

その他

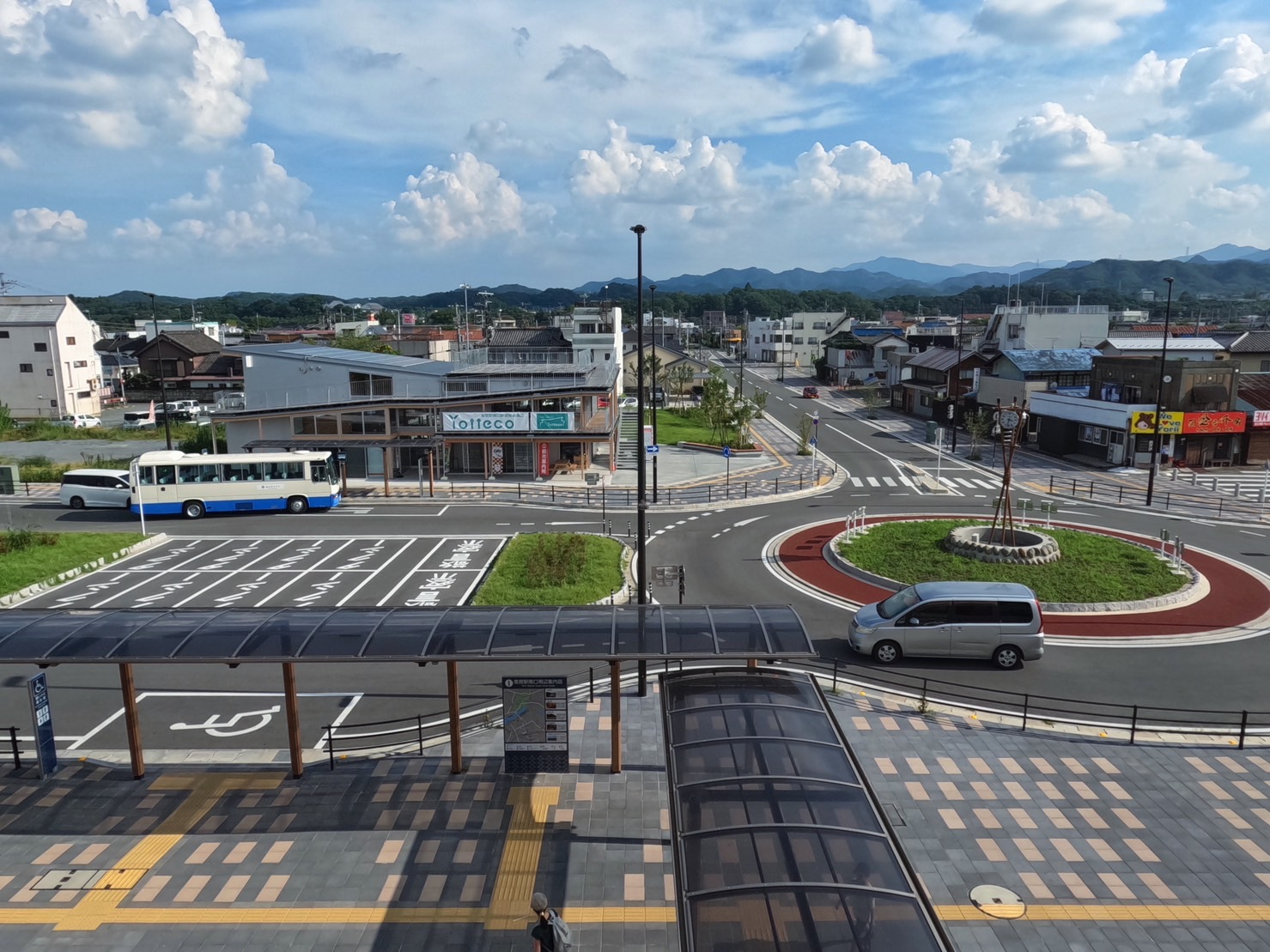
ラウンドアバウト形式で再整備された南口ロータリー（2023年8月）

- 寄居駅入口停留所は、南口から南方約200 m先の県道296号菅谷寄居線上にあり、駅側から見て、深谷・本庄方面は手前側、寄居車庫方面は県道を渡った反対側となる。
- 以前は東秩父村営バスによりさいたま川の博物館行も運行されていたが、2013年（平成25年）3月31日に廃止となった。

- 競輪場外車券売場サテライト花園寄居までの無料送迎車が当駅南口より出ている。

### 北口
- スクールバス
  - 本庄第一中学校・高等学校
  - 本庄東高等学校・附属中学校
  - 正智深谷高等学校
  - 東京成徳大学深谷中学校・高等学校
  - 早稲田大学本庄高等学院
  - 埼玉工業大学

## 隣の駅
秩父鉄道
■秩父本線
□SLパレオエクスプレス
ふかや花園駅 (CR17) - 寄居駅 (CR20) - 長瀞駅 (CR24)
■急行「秩父路」
ふかや花園駅 (CR17) - 寄居駅 (CR20) - 野上駅 (CR23)
□各駅停車
桜沢駅 (CR19) - 寄居駅 (CR20) - 波久礼駅 (CR21)
東武鉄道
 東上本線
玉淀駅 (TJ 38) - 寄居駅 (TJ 39)
東日本旅客鉄道（JR東日本）
■八高線
折原駅 - 寄居駅 - 用土駅

### 記事本文